# Franciszek Ołaj
Franciszek Ołaj (Olay, Olaj) (ur. ok. 1816, zm. 30 maja 1866 w Paryżu) – działacz emigracyjny.
Był urzędnikiem w Królestwie Kongresowym. W 1846 zbiegł nielegalnie do Francji. W 1848 wstąpił do legii polskiej, która wyruszyła z Paryża do Niemiec. Przedostał się do Krakowa, gdzie przeżył jego bombardowanie. Walczył pod rozkazami Józefa Bema, w czasie oblężenia Wiednia. Na jego polecenie miał sformować oddział polski. Aresztowany przez władze, skazany na śmierć, zdołał zbiec. W czasie wojny krymskiej był oficerem w dywizji gen. Władysława Zamoyskiego. Korespondował z Cyprianem Kamilem Norwidem w czasie jego pobytu w Ameryce (1854). Pochowany na Cmentarzu Montmartre.